# Блумингдејл (Тенеси)
Блумингдејл (енгл. Bloomingdale) насељено је место без административног статуса у америчкој савезној држави Тенеси.

## Демографија
По попису из 2010. године број становника је 9.888, што је 462 (-4,5%) становника мање него 2000. године.
| Група             | 2000.          | 2010.         |
| Белци             | 10.147 (98,0%) | 9.508 (96,2%) |
| Афроамериканци    | 29 (0,3%)      | 69 (0,7%)     |
| Азијати           | 10 (0,1%)      | 25 (0,3%)     |
| Хиспаноамериканци | 81 (0,8%)      | 127 (1,3%)    |
| Укупно            | 10.350         | 9.888         |